# 팝콘 (라디오 프로그램)
팝콘은 MY MBC DMB 라디오에서 방송했던 라디오 프로그램이다. DJ는 전주현이며, 방송시간은 오후 2시부터 오후 4시까지다.
mini 또는 #8003으로 참여(문자 참여, 50원의 정보이용료 부과됨)가 가능하며, 문자로 참여한 경우 일반적인 mbc 라디오와는 달리 DJ(혹은 제작진)가 문자 내용에 대하여 직접 다양하게 답장을 보내주는 것이 특징이다.
청취자들의 신청곡을 중심으로 방송을 하며, 음악을 중심으로 방송하는 음악전문프로그램이라 할 수 있겠다.
강원도는 2시대에 자체 방송을 하는 관계로 방송되지 않으며, 전라도의 경우 청취가 가능했지만 2010년 4월에 기하여 표준FM 재전송을 하기 때문에 청취를 할 수 없게 되었다.
부산/경남 지역의 경우 과거에는 표준FM 24시간 재전송으로 dmb 관련 프로그램을 들을 수 없었지만 2010년 10월 4일부터 부산mbc에서 송출을 함에 따라 청취가 가능하게 되었다.
2010년 10월 17일을 끝으로 폐지되었다.

## 코너

### 매일
- 팝콘 월드
- 매일 매일 행복해
- 스타의 미니홈피 배경음악

### 요일별
- 보너스 트랙 (월)
- 꼬리를 무는 음악 (화)
- 사연이 있는 강추 (수)
- 테마 러브 송 (목)
- 연애 1.2.3 (금)
- 팝콘 인터넷 (토-1부)
- 이 주의 신곡 (토-2부)
- 신청곡이 쌓였어요! (일-1부)
- 음악의 오늘 (일-2부)

## 같이 보기
- 전주현의 모닝카페 (종영)
- 구은영의 초콜릿 (종영)
- 최대현의 카푸치노